# اولیویه بیه
اولیویه بیه (فرانسوی: Olivier Beer‎؛ زادهٔ ۱۸ اکتبر ۱۹۹۰) دوچرخه‌سوار اهل سوئیس است.
وی در بازی‌های المپیک تابستانی ۲۰۱۶ شرکت کرده است.